# Volksempfänger
Volksempfänger (dansk folkemodtager) var en serie af tysk udviklede radiomodtagere.
Radiomodtagerne blev udviklet af ingeniør Otto Griessing efter forespørsel fra propagandaminister Joseph Goebbels. Hensigten var at gøre radiomodtagere tilgængelige for almenheden i Tyskland, en del af den plan som nazisterne havde med propaganda i det tredje rige.
Den første model, VE301 blev præsenteret den 18. august 1933 på Internationale Funkausstellung Berlin, og kostede 76 Reichsmark (omtrent en halv gennemsnitlig månedsløn).
Et hårdnakket rygte kunne fortælle at radioerne var designet så de kun kunne modtage tyske sendinger.[kilde mangler] De kunne imidlertid også modtage de stærkeste udenlandske radiostationer. Senere, under anden verdenskrig, blev det strafbart for tyskerne at lytte til udenlandske radioudsendelser.